# José Rafael de Izcue
José Rafael de Izcue y Gutiérrez de Cossio (Lima, 1838-11 de junio de 1889), político y funcionario público peruano. Fue ministro de Hacienda y Comercio a inicios de la Guerra del Pacífico (1878-1879).

## Biografía
Nacido en Lima en 1838, fue hijo de Juan Francisco de Izcue y Sáenz de Tejada e Inés Gutiérrez de Cossio. Su padre era hijo de Francisco Javier de Izcue, un prominente comerciante navarro afincado en Lima.
Luego de realizar estudios en Leyes, a principios de la década de 1860 ingresó como oficial a la Dirección General del Ministerio de Hacienda, departamento del que fue hecho jefe hacia 1870. Con ese mismo puesto, fue nombrado superintendente general de Aduanas y del Callao, cargos en los que se mantuvo por cerca de una década.
En 1868, había contraído matrimonio con su prima Virginia García y Sanz, con la que tuvo entre otros hijos al historiador José Augusto de Izcue. De su relación con Antolina Cobián, fue padre de la educadora y diseñadora Elena Izcue.
En octubre de 1878, el presidente Prado lo nombró ministro de Hacienda y Comercio en reemplazo de Manuel Antonio Barinaga. Estando en dicho cargo, estalló la Guerra del Pacífico, lo que produjo una crisis fiscal que no pudo sanear por lo que renunció en junio de 1879. Regresó a la Superintendencia de Aduanas y en ese puesto durante la ocupación de Lima fue hecho prisionero por el Ejército chileno por negarse a entregar información (1881).
En 1884, el gobierno de Miguel Iglesias lo designó ministro residente en Londres y agente financiero especial en Europa con el objetivo de gestionar las obligaciones financieras del Perú en el extranjero. En ese último puesto, suscribió un acuerdo por un cuarto de millón de libras esterlinas entre el Gobierno y la Peruvian Huano Company (1885), el mismo que luego sería rechazado por el gobierno de Andrés A. Cáceres. 
Falleció en Lima en 1889 y fue enterrado en el Cementerio Presbítero Maestro.